# René Cornejo
René Cornejo Díaz (ur. 1962 w Arequipa) – peruwiański polityk, od 24 lutego do 22 lipca 2014 premier Peru.

## Życiorys
René Cornejo urodził się w 1962 w mieście Arequipa. Studiował na Państwowej Politechnice Peruwiańskiej, Papieskim Uniwersytecie Katolickim, Politechnice Środkowoamerykańskiej w Hondurasie oraz Wyższej Szkole Biznesu ESADE w Barcelonie. Posiada tytuł inżyniera, a także dyplom MBA.
W rządzie Césara Villanuevy (2013–2014) pełnił funkcję ministra budownictwa. Po dymisji szefa rządu z 24 lutego 2014, prezydent Ollanta Humala mianował Cornejo na stanowisko premiera. Był to piąty premier Peru za kadencji Humali. Dnia 22 lipca 2014 podał się do dymisji, a jego następczynią została pani Ana Jara Velásquez.